# Basket Fever
Szaleństwo koszykówki (w wersji lektorskiej: Gorączka pod koszem) (ang. Basket Fever, 1993) – brytyjsko-hiszpański serial animowany.
Skoczek (Hooper) – główny bohater serialu był oficjalną maskotką ligi ACB.

## Fabuła
Serial przedstawia przygody dwóch drużyn, rywalizujących ze sobą na boisku podczas meczów koszykówki. Drużyny noszą nazwy Dynamity (dobry team) oraz Jastrzębie (zły team). Na ich członków składały się postacie, które były psami, z wyjątkiem Hoopera, który był konikiem polnym i liderem Dynamitów zaś u Jastrzębi tę rolę pełnił Charlie.

## Postacie
Dynamity:
- Skoczek (ang. Hooper)
- Mike/Szef (ang. Boss)
- Linda
- Freddy
- Mały (ang. Smally)

Jastrzębie:
- Charlie
- Barbara (ang. Yvonne)
- Beethoven
- Archie
- Al

## Wersja polska
W Polsce serial emitowany był na kanale TVP2 z dubbingiem pod nazwą Szaleństwo koszykówki (pierwszy odcinek wyemitowano 24 marca 1995). Serial także był emitowany na RTL 7 pod nazwą Basket Fever w paśmie Siódemka dzieciakom w 1997 roku oraz pod nazwą Gorączka pod koszem w paśmie Odjazdowe kreskówki w 2000 roku w wersji z lektorem. W Polsce serial został wydany także na kasetach VHS.

### Wersja VHS
Serial został wydany na kasetach VHS z polskim lektorem.
- Dystrybucja: ITI Film Studio
- Czytał: Mirosław Utta

Szaleństwo koszykówki: Mike i Skoczek idą na studia (kaseta zawiera odcinki: Reportaż, Skoczek w szpitalu, Mike i Skoczek idą na studia)

## Spis odcinków

### Seria I
| Nr  | Tytuł polski                                                | Tytuł angielski               |
| --- | ----------------------------------------------------------- | ----------------------------- |
| 01. | Obcy                                                        | The Stranger                  |
| 02. | Nocne hałasy                                                | Strumming at Night            |
| 03. | Szef i Skoczek idą do szkoły / Mike i Skoczek idą na studia | Mike and Hooper Go to College |
| 04. | Reportaż                                                    | Strife Street                 |
| 05. | Skoczek w szpitalu                                          | Hooper's Hospital Hazard      |
| 06. | Łowca talentów                                              | The Head-Hunter               |
| 07. |                                                             | Hooper's Nightmare            |
| 08. | Motocykl Skoczka                                            | Hooper's Bike                 |
| 09. | Bezsenne noce                                               | Another Sleepless Night       |
| 10. | Na minusie                                                  | In the Red                    |
| 11. | Przekupstwo                                                 | The Bribe                     |
| 12. |                                                             | Complexes? No Thank You!      |
| 13. |                                                             | Dynamics Loose Control        |
| 14. | Ciężkie jest życie pracującego psa                          | Working Dog's Blue            |
| 15. |                                                             | Fair Play?                    |
| 16. | Zmagania Małego                                             | 24 Hours Deadline             |
| 17. | Czerwony kabriolet                                          | The Red Convertible           |
| 18. |                                                             | Hooper in Love                |
| 19. | Wariaci pilnie poszukiwani                                  | Mad Dogs Wanted               |
| 20. |                                                             | Bye-Bye Hooper                |
| 21. |                                                             | Into the Voting Booths        |
| 22. |                                                             | The Girls Get Tough           |
| 23. | Akcja reklamowa                                             | T-Shirt Doodles               |
| 24. | Powrót taty                                                 | A Chip Off the Old Block      |
| 25. | Szansa dla koszykarzy                                       | In Critical Condition         |
| 26. | Najdłuższa gra                                              | The Longest Game              |